# 西碧拉·莱维查洛夫
西碧拉·莱维查洛夫（德語：Sibylle Lewitscharoff，德語：[ziˈbɪlə leviˈtʃaːʁɔf]，1954年4月16日—2023年5月13日），保加利亚裔德国作家，1998年出版第一部小说《庞》（Pong）并夺得英格博格·巴赫曼文学奖，在此之后又相继创作了《Consummatus》（2006年）、《八百万个老爸在路上》（2009年）、《布鲁门伯格》（2011年）等作品，曾赢得多个德国文学奖项，包括2013年的格奥尔格·毕希纳奖。

## 早年生活
莱维查洛夫生于斯图加特，家中有一个兄弟，父亲克里斯托（Kristo Lewitscharoff）是一名来自保加利亚的妇科医生，而母亲玛丽安娜（Marianne）则是一名纯正德国人。克里斯托患有抑郁症，于莱维查洛夫11岁时自杀。
1972年，莱维查洛夫取得了德国一家女子高级中学的入学资格，其后她又进入了柏林自由大学学习神学理论和社会学。1977年，莱维查洛夫跟随学校的学习旅行团去到布宜诺斯艾利斯居住了一年时间。回到柏林后，莱维查洛夫进入了兄弟的公司当了一名簿记员。莱维查洛夫于1982年自柏林自由大学毕业，其后又在1984年前往巴黎深造。

## 文学职业
莱维查洛夫最初通过为电台写作（包括创作廣播劇）开启文学生涯，1994年，莱维查洛夫出版了她的第一本书《36 Gerechte》。
1998年，莱维查洛夫创作了她的第一部小说《庞》，小说同名主角被书评人认为性格疯狂且可能并非完全属于人类，而“庞”这一名字则是根据他能缩成一个球状的能力所起。庞非常执着于人类（特别是女性）的完美，并且还是一个厌恶女性者。在小说中，庞认识了一个叫Evmarie的女子并最终与之结婚，后来庞把她安排到屋顶保护两个蛋，这两个蛋后来孵化成了一个男孩和一个女孩，且他们后来又各自有了自己的后代。在小说的末尾，庞怀着快乐的心情从屋顶跳下自杀。该书凭借着诙谐的语言获得了英格博格·巴赫曼文学奖。在《庞》出版两年后，莱维查洛夫辞去了簿记员的工作，正式转为全职作家。
2006年，莱维查洛夫出版了小说《Consummatus》，小说的标题取自約翰福音中十架七言的最后一句“consummatum est”（意为“已完成”）。该书通过德国教师拉尔夫·齐默曼独自坐在斯图加特的一家咖啡馆里喝伏特加和咖啡时的内心独白来推进情节的发展。齐默曼的内心主要是思考关于死亡的事情，思考的对象包括他的父母、女友以及安迪·沃荷、吉姆·莫里森和伊迪·塞奇威克等流行偶像。
2009年，莱维查洛夫出版了具有自传性质的小说《八百万个老爸在路上》，小说讲述的是两姐妹去到保加利亚埋葬自缢身亡的移民父亲的故事，而在这个过程中，她们的司机会通过介绍保加利亚的自然环境和文化来逗她们开心。凭借这部小说，莱维查洛夫获得了莱比锡书展奖和玛丽·路易斯·卡施尼茨奖。
2011年，莱维查洛夫出版了小说《布鲁门伯格》，小说主角为哲学家汉斯·布鲁门伯格，书中他坐在书桌前时发现了一头狮子，随后便围绕着狮子提出了一系列哲学、历史学和神学思想。除了布鲁门伯格以外，书中还包括了希罗尼穆斯、马克（Marc）、托马斯·曼等其他和狮子有关的历史人物以及布鲁门伯格的四名学生。
2013年，莱维查洛夫因其“用无穷无尽的观察、叙事幻想和语言创造力重新探索日常现实的界限”而获颁格奥尔格·毕希纳奖，其后她又成为了马西莫庄园（Villa Massimo）的一名学者。
2014年，莱维查洛夫创作了犯罪小说《Killmousky》，小说的标题取自一只跑到一名退休警察家中并获其根据《骇人命案事件簿》中一只相似的猫起名的黑猫，这名警察退休的原因是他在一次面对劫持犯时为得到人质信息而对其使用暴力，在退休以后，他为一名希望破解一宗谋杀案的纽约上层人士当上了私人侦探。该书得到的评价大部分都有褒有贬。
2010年，莱维查洛夫因善于运用诙谐的语言而获得了柏林文学奖。2011年，德国《世界报》的一篇文章认为莱维查洛夫是“德国当代文学中语言风格最令人眼花缭乱的作家”。
在被邀请写一些关于她最喜欢的作家的东西时，莱维查洛夫发表了论文《Der Dichter als Kind》（意为“幼童诗人”），提到的作家包括约翰·沃尔夫冈·冯·歌德、弗里德里希·席勒、戈特弗里德·凯勒、卡尔·菲利普·莫里茨、克莱门斯·布伦塔诺和h贝蒂娜·冯·阿尔尼姆等，其中莱维查洛夫表示克莱门斯·布伦塔诺是她最喜欢的作家。

## 德累斯顿演说争议
2014年3月2日，莱维查洛夫在德累斯顿国家剧院（Staatsschauspiel Dresden）发表了她的德累斯顿演说（Dresdner Rede），其中在题为《Von der Machbarkeit. Die wissenschaftliche Bestimmung über Geburt und Tod》的演讲中，她批评了人工繁殖、死亡疗法和手淫等行为，并对试管婴儿、代孕等提出了反对，认为这样的方法得来的后代是“模糊生物”（twilight creatures）以及“一半是人，一半是我不知道是什么的人工合成物”，引发公众讨论和批评。数日后，莱维查洛夫表示承认自己在演讲时一些措辞欠妥，但其主要观点仍然不变。

## 个人生活
莱维查洛夫于1990年与艺术家弗里德里希·梅克泽佩尔结婚。梅克泽佩尔曾在2013年为《庞》提供插图。两人婚后一起住在柏林，期间梅克泽佩尔于2019年去世。莱维查洛夫主要跟随小时候曾经同居过的外祖母信仰信義宗，但其道德观亦有受到天主教的影响。
莱维查洛夫在2010年被检查出患有多发性硬化症，2023年5月13日，莱维查洛夫在柏林去世。

## 奖项
- 1998年英格博格·巴赫曼奖[3][6]
- 2007年德国语言和文学学院成员[6]
- 2009年玛丽·路易斯·卡施尼茨[3]
- 2009年莱比锡书展奖[3]
- 2011年理卡达·胡赫奖（德语：Ricarda-Huch-Preis）[6]
- 2011年玛丽路易斯·弗莱瑟奖（英语：Ricarda-Huch-Preis）[6]
- 2011年维廉·拉贝文学奖（英语：Wilhelm Raabe Literature Prize）[6]
- 2013年格奥尔格·毕希纳奖[3]
- 2013年卡塞尔大学入围格林兄弟诗歌教授团（英语：Brothers Grimm Poetics Professorship）[3]

## 小说作品
- 1994年《36 Gerechte.》ISBN 3-927024-00-7.
- 1998年《庞》ISBN 3-8270-0285-0.
- 1999年《Der höfliche Harald》ISBN 3-8270-0349-0.
- 2003年《Montgomery》ISBN 978-3-421-05680-1
- 2006年《Consummatus》ISBN 3-421-05596-3
- 2009年《阿波斯托洛夫》ISBN 3-518-42061-5
- 2011年《布鲁门伯格》ISBN 978-3-518-42244-1（2013年版：ISBN 978-3-518-46399-4）
- 2013年《Pong redivivus》ISBN 978-3-458-19383-8
- 2014年《Killmousky》ISBN 978-3-518-42390-5.